# Индиспенсабл (рифы)
Индиспенсабл (англ. Indispensable Reefs) — цепь из трёх крупных коралловых атоллов в Коралловом море. Расположены примерно в 50 километрах к югу от острова Реннелл, от которого отделены впадиной Реннелл. Цепочка атоллов простирается с юго-востока на северо-запад и длится 114 километров в ширину достигая 18 километров.
Административно входит в состав провинции Реннелл и Беллона меланезийского государства Соломоновых Островов.

## Состав

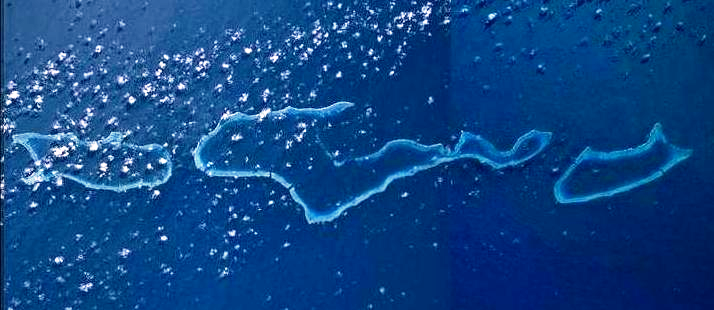

Все три атолла замкнутой формы с большой глубокой лагуной характеризуются обрывистыми берегами. Между собой разделены глубокими проливами от двух до трёх километров шириной:
- Северный риф — 18 км в длину и до 7 км в ширину. Внешнее кольцо атолла имеет два узких прохода на севере и северо-западе. Общая площадь рифа равняется 100 км². Островков не имеется.

- Средний риф J-образной формы занимает 51 км в длину. Неподалёку от центра рифа находится маленький островок Литтл-Ноттингем. Помимо своей основной лагуны Средний риф имеет ещё одну отдельную небольшую северную лагуну. Общая площадь рифа приближается к 300 км².

- Южный риф'— 21 км в длину и до 8 км в ширину. Внутренняя лагуна глубиной от 18 до 35 метров. Общая площадь рифа превышает 100 км².